# جاي روبين
جاي روبين (بالإنجليزية: Jay Rubin) هو كاتب ومؤلف ومترجم أمريكي، ولد في 1941 في واشنطن العاصمة في الولايات المتحدة.